# Знам'янка (Перекопський район)
Зна́м'янка (раніше Тата́р-Кутукє́, крим. Tatar Kütüke) — село в Україні, у Перекопському районі Автономної Республіки Крим.
Розташоване на півдні району. Орган місцевого самоврядування — Орлівська сільська рада.
Відстань від райцентру до населеного пункта становить 26 кілометрів по прямій.
У 2023 році у проєкті Постанови Верховної Ради України «Про перейменування деяких населених пунктів Автономної Республіки Крим» село запропоновано перейменувати на Кутюке.

## Населення
Згідно з переписом УРСР 1989 року чисельність наявного населення села становила 247 осіб, з яких 109 чоловіків та 138 жінок.
За переписом населення України 2001 року в селі мешкало 46 осіб.

### Мова
Розподіл населення за рідною мовою за даними перепису 2001 року:
| Мова              | Відсоток |
| ----------------- | -------- |
| українська        | 56,52 %  |
| російська         | 28,26 %  |
| білоруська        | 2,17 %   |
| кримськотатарська | 2,17 %   |
| інші              | 10,88 %  |